# Palmarès del Club de Fútbol Profesional de la Universidad de Chile
Il Club Universidad de Chile, meglio conosciuto come Universidad de Chile o, più semplicemente, La U, è una società calcistica di Santiago, in Cile.
Fondato nel 1927, è, insieme al Colo-Colo e all'Universidad Catolica, una delle squadre di calcio più titolate del Cile, avendo vinto 18 campionati nazionali di prima divisione, un campionato di seconda divisione, 5 Coppe del Cile e una Supercoppa del Cile. A livello internazionale ha vinto la Coppa Sudamericana nel 2011, senza subire sconfitte, e ha raggiunto quattro volte le semifinali della Coppa Libertadores (nel 1970, 1996, 2010 e 2012).

## Competizioni nazionali
- Primera División de Chile: 18

1940, 1959, 1962, 1964, 1965, 1967, 1969, 1994, 1995, 1999, 2000, Apertura 2004, Apertura 2009, Apertura 2011, Clausura 2011, Apertura 2012, Apertura 2014, Clausura 2017
- Copa Chile: 6

1979, 1998, 2000, 2012-2013, 2015, 2024
- Supercopa de Chile: 1

2015
- Torneo Metropolitano: 2

1968, 1969
- Copa Francisco Candelori: 1

1969
- Primera B: 1

1989

## Competizioni internazionali
- Copa Sudamericana: 1

2011

## Altri piazzamenti
- Campionato cileno:

Secondo posto: 1957, 1961, 1963, 1971, 1980, 1998, 2001, Clausura 2005, Apertura 2006, 2024
Terzo posto: Apertura 1997, 2018, 2020
- Copa Chile:

Finalista: 2017
Semifinalista: 1959, 1980, 1992, 1993, 1994, 1996, 2018
- Supercopa de Chile:

Finalista: 2013, 2016
- Coppa Libertadores:

Semifinalista: 1970, 1996, 2010, 2012
- Recopa Sudamericana:

Finalista: 2012
- Coppa Suruga Bank:

Finalista: 2012